# Georg von Kloeden
Friedrich Ludwig Georg von Kloeden (* 27. November 1849 in Potsdam; † 20. Juli 1929 in Saffig) war ein preußischer Generalmajor und Landtagsabgeordneter.

## Leben

### Herkunft
Georg war der älteste Sohn des preußischen Generalleutnants Ludwig von Kloeden (1822–1898) und dessen Ehefrau Ida, geborene Weigand (1828–1892).

### Karriere
Nach dem Besuch des Französischen Gymnasiums in Berlin trat Kloeden am 27. März 1867 als Fahnenjunker in das Kaiser Alexander Garde-Grenadier-Regiment Nr. 1 der Preußischen Armee ein und avancierte bis Anfang Juli 1868 zum Sekondeleutnant. Während des Deutsch-Französischen Krieges wurde er am 20. Juli 1870 Adjutant des I. Bataillons und nahm an den Schlachten bei Gravelotte, Beaumont, Sedan und Le Bourget sowie der Belagerung von Paris teil.
Ausgezeichnet mit dem Eisernen Kreuz II. Klasse wurde Kloeden nach dem Friedensschluss Anfang August 1874 zum Regimentsadjutanten ernannt und Mitte Oktober 1875 zum Premierleutnant befördert. Am 13. Juni 1876 erfolgte seine Kommandierung als Adjutant der 55. Infanterie-Brigade und am 12. November 1878 wurde er unter Belassung in dieser Stellung à la suite seines Regiments gestellt. Nach seiner Beförderung zum Hauptmann schloss sich am 8. November 1881 seine Versetzung als Kompaniechef im 4. Garde-Grenadier-Regiment „Königin“ an. Am 17. Januar 1888 wurde er Adjutant der 1. Garde-Division und am 11. Oktober 1888 Adjutant beim Generalkommando des Gardekorps. Dort stieg Kloeden am 13. Dezember 1888 zum Major auf. Anschließend wurde er am 2. September 1889 unter Stellung à la suite seines Regiments Kommandeur der Unteroffizierschule in Biebrich und Mitte Mai 1894 zum Oberstleutnant befördert. Danach wurde er am 18. Oktober 1896 zum Kommandeur des Landwehrbezirks II. Berlin ernannt. Dort erhielt er am 22. März 1897 seine Beförderung zum Oberst und am 15. Juni 1898 die Ernennung zum Kommandeur Füsilier-Regiments „General-Feldmarschall Prinz Albrecht von Preußen“ (Hannoversches) Nr. 73. Unter Beförderung zum Generalmajor avancierte Kloeden am 22. Mai 1900 zum Kommandeur der 61. Infanterie-Brigade in Straßburg. Am 12. Mai 1901 bekam er den Roten Adlerorden II. Klasse mit Eichenlaub und wurde am 19. Juni 1902 mit Pension zur Disposition gestellt.
Kloeden war nach seiner Verabschiedung längere Zeit Landtagsabgeordneter des Kreises Rheingau-St. Goarshausen (parteilos (Zentrum)). Eine Kandidatur für den Reichstag von 1912 scheiterte. Ferner war er Vorsitzender des Verbandes des Rheingau Witzervereine. Er starb am 20. Juli 1929 in Saffig im Rheinland.

### Familie
Kloeden heiratete am 28. September 1878 in Karlsruhe Theodora Freiin von Ungern-Sternberg (1857–1934). Das Paar hatte mehrere Kinder:
- Theodora (* 1879)
- Thilo (1881–1914), preußischer Oberleutnant, gefallen bei Flirey
- Wilhelm (* 1888), preußischer Hauptmann im 1. Badischen Leib-Grenadier-Regiment Nr. 109 ⚭ 1920 Helene von Ziegesar (* 1890)